# Tatsumi Hijikata
Tatsumi Hijikata (土方 巽 Hijikata Tatsumi?) (9 de marzo de 1928 - 21 de enero de 1986) fue un coreógrafo japonés, fundador del género de danza performática llamado Butoh. Comenzó a desarrollar esta forma de danza en la década de 1960, mediante coreografías con gestos muy estilizados que rememoraban su infancia en su antigua casa al norte de Japón.
Hijikata fue un innovador en la técnica del movimiento. Fue un maestro en el uso de la energía para la realización de expresión corporal. Usó sonidos, pinturas, esculturas y palabras para la construcción de movimiento, no solo en una aplicación mimética literal o formal, sino mediante la integración de estos elementos a través de la visualización en el sistema nervioso para producir cualidades de movimiento que pueden ser muy sutiles, luminosos, angelicales como un fantasma, o demoníacos, pesados, oscuros, grotescos, violentos y extremos.
Este uso de la visualización (desencadenado por el apoyo de los mencionados elementos) emula en muchos aspectos al sistema de pantomima de Jacques Lecoq.
- Datos: Q2266040